# Pentazonia
Pentazonia es una infraclase de artrópodos miriápodos diplópodos que contiene el superorden Oniscomorpha, milpiés que pueden enrollarse formando una bola y el orden Glomeridesmida que no pueden.
Sus rasgos distintivos (sinapomorfias) incluyen esternitos divididos, labro con un único diente mediano y un pigidio agrandado en el segmento más posterior del cuerpo. Pentazonia está en la subclase dominante de diplópodos Chilognatha que tiene un exoesqueleto calcificado y patas modificadas de transferencia de esperma (gonópodos) en los machos. A diferencia de Helminthomorpha, la otra infraclase de Chilognatha, los gonópodos se localizan en el segmento corporal posterior y se conocen como telópodos. Los miembros de Pantazonia tienen un cuerpo relativamente corto, con entre 13 y 21 segmentos corporales.
Pentazonia incluye un orden extinto, Amynilyspedida, a menudo atribuido a Oniscomorpha.